# 샌프란시스코 경찰국

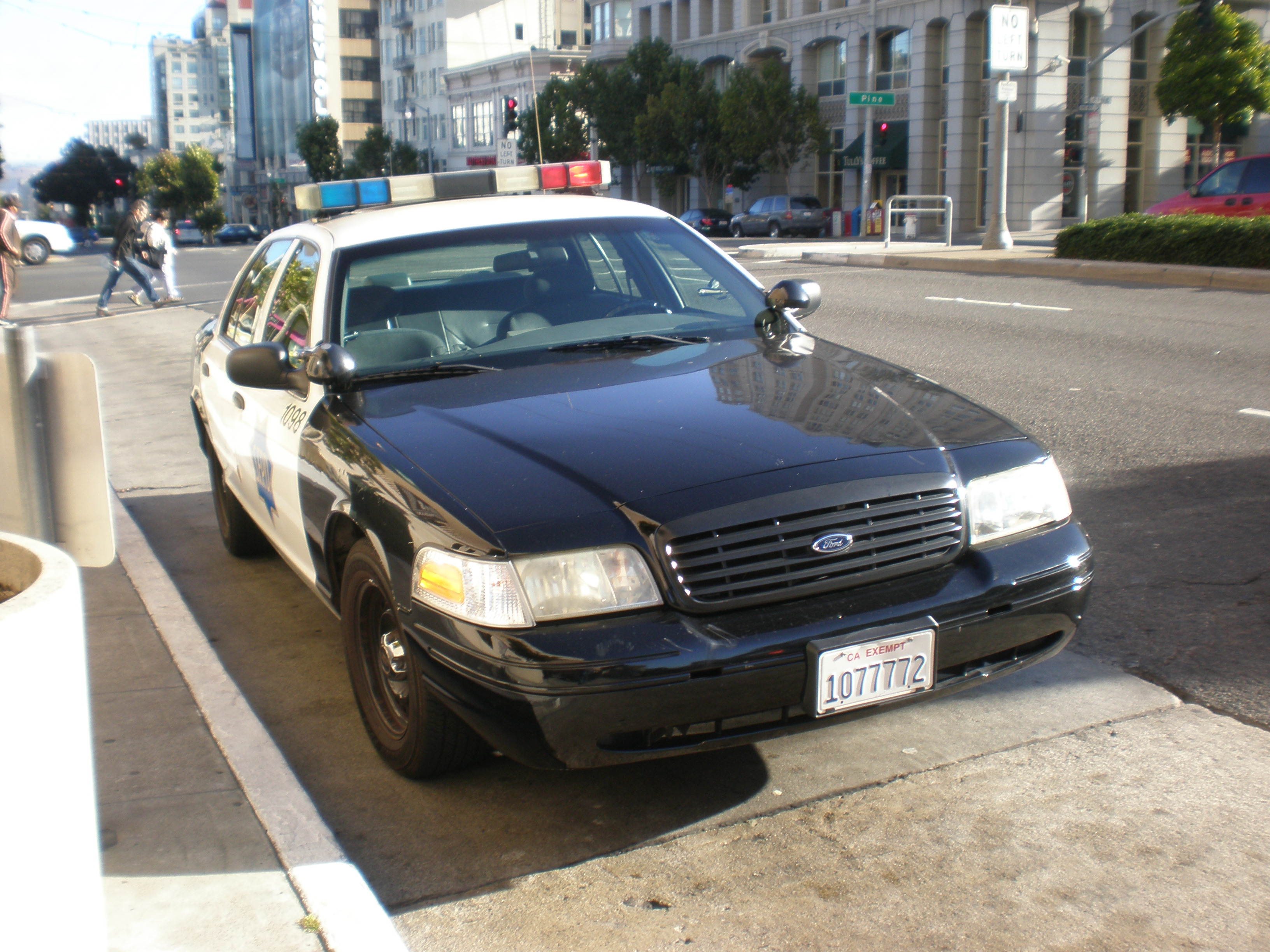
샌프란시스코 경찰국의 경찰차

샌프란시스코 경찰국(San Francisco Police Department; SFPD)은 미국 캘리포니아주 샌프란시스코 군 및 샌프란시스코 시를 관할하는 경찰국이다.